# Parachordeuma brolemanni
Parachordeuma brolemanni är en mångfotingart som beskrevs av Ribaut 1912. Parachordeuma brolemanni ingår i släktet Parachordeuma och familjen spinndubbelfotingar. Inga underarter finns listade i Catalogue of Life.